# Resolutie 104 Veiligheidsraad Verenigde Naties
Resolutie 104 van de Veiligheidsraad van de Verenigde Naties was de eerste van twee VN-Veiligheidsraadresoluties in 1954. De resolutie werd unaniem aangenomen.

## Achtergrond
Op 18 juni viel een door de Amerikaanse CIA in Nicaragua opgeleid leger Guatemala binnen. Ze wilden de socialistische regering van de macht verdrijven. De VS vreesden dat Guatemala onder invloed van de Sovjet-Unie dreigden te komen.
Op 19 juni kreeg de voorzitter van de VN-Veiligheidsraad een telegram van de Ministerie van Buitenlandse Zaken van het Midden-Amerikaanse land Guatemala.
Op 20 juni besliste de Raad om de VN-vertegenwoordigers van Guatemala, Honduras en Nicaragua zonder stemrecht op de discussie hierover uit te nodigen.

## Inhoud
De Veiligheidsraad had de dringende vraag van de Guatemalaanse regering aan de Veiligheidsraad behandeld. Er werd gevraagd om onmiddellijke stopzetting van acties die bloedvergieten konden veroorzaken en alle lidstaten werden verzocht niet aan dergelijke acties mee te werken.

## Nasleep
Op 27 juni moest de president aftreden. Dit werd gevolgd door een opeenvolging van junta's die het land in burgeroorlog stortten waarbij honderdduizenden omkwamen. Pas in de jaren 1990 keerde de democratie, opmerkelijk genoeg dankzij de hulp van de CIA, terug.